# Israel ved OL
Israel deltog første gang i olympiske lege under Sommer-OL 1952 i Helsingfors og har siden deltaget i alle efterfølgende sommerlege unstaget Sommer-OL 1980 i Moskva som de boykottede. Israel deltog i vinterlege første gang under Vinter-OL 1994 på Lillehammer og har siden deltaget i samtlige vinterlege.
Ved München-massakren under Sommer-OL 1972 i München blev elleve israelske atleter og ledere dræbt af den palæstinensiske terrororganisation Sorte September.

## Medaljeoversigt
| Israels medaljer under de olympiske sommerlege | Israels medaljer under de olympiske sommerlege | Israels medaljer under de olympiske sommerlege | Israels medaljer under de olympiske sommerlege | Israels medaljer under de olympiske sommerlege | Israels medaljer under de olympiske sommerlege |                        | Israels medaljer under de olympiske vinterlege | Israels medaljer under de olympiske vinterlege | Israels medaljer under de olympiske vinterlege | Israels medaljer under de olympiske vinterlege | Israels medaljer under de olympiske vinterlege | Israels medaljer under de olympiske vinterlege |
| Lege                                           | Guld                                           | Sølv                                           | Bronze                                         | Totalt                                         | Rang                                           | Lege                   | Guld                                           | Sølv                                           | Bronze                                         | Totalt                                         | Rang                                           |                                                |
| 1952 Helsingfors                               | 0                                              | 0                                              | 0                                              | 0                                              | –                                              | 1952 Oslo              | Deltog ikke                                    | Deltog ikke                                    | Deltog ikke                                    | Deltog ikke                                    | Deltog ikke                                    |                                                |
| 1956 Melbourne/Stockholm                       | 0                                              | 0                                              | 0                                              | 0                                              | –                                              | 1956 Cortina d'Ampezzo | Deltog ikke                                    | Deltog ikke                                    | Deltog ikke                                    | Deltog ikke                                    | Deltog ikke                                    |                                                |
| 1960 Roma                                      | 0                                              | 0                                              | 0                                              | 0                                              | –                                              | 1960 Squaw Valley      | Deltog ikke                                    | Deltog ikke                                    | Deltog ikke                                    | Deltog ikke                                    | Deltog ikke                                    |                                                |
| 1964 Tokyo                                     | 0                                              | 0                                              | 0                                              | 0                                              | –                                              | 1964 Innsbruck         | Deltog ikke                                    | Deltog ikke                                    | Deltog ikke                                    | Deltog ikke                                    | Deltog ikke                                    |                                                |
| 1968 Mexico by                                 | 0                                              | 0                                              | 0                                              | 0                                              | –                                              | 1968 Grenoble          | Deltog ikke                                    | Deltog ikke                                    | Deltog ikke                                    | Deltog ikke                                    | Deltog ikke                                    |                                                |
| 1972 München                                   | 0                                              | 0                                              | 0                                              | 0                                              | –                                              | 1972 Sapporo           | Deltog ikke                                    | Deltog ikke                                    | Deltog ikke                                    | Deltog ikke                                    | Deltog ikke                                    |                                                |
| 1976 Montréal                                  | 0                                              | 0                                              | 0                                              | 0                                              | –                                              | 1976 Innsbruck         | Deltog ikke                                    | Deltog ikke                                    | Deltog ikke                                    | Deltog ikke                                    | Deltog ikke                                    |                                                |
| 1980 Moskva                                    | Deltog ikke                                    | Deltog ikke                                    | Deltog ikke                                    | Deltog ikke                                    | Deltog ikke                                    | 1980 Lake Placid       | Deltog ikke                                    | Deltog ikke                                    | Deltog ikke                                    | Deltog ikke                                    | Deltog ikke                                    |                                                |
| 1984 Los Angeles                               | 0                                              | 0                                              | 0                                              | 0                                              | –                                              | 1984 Sarajevo          | Deltog ikke                                    | Deltog ikke                                    | Deltog ikke                                    | Deltog ikke                                    | Deltog ikke                                    |                                                |
| 1988 Seoul                                     | 0                                              | 0                                              | 0                                              | 0                                              | –                                              | 1988 Calgary           | Deltog ikke                                    | Deltog ikke                                    | Deltog ikke                                    | Deltog ikke                                    | Deltog ikke                                    |                                                |
| 1992 Barcelona                                 | 0                                              | 1                                              | 1                                              | 2                                              | 48                                             | 1992 Albertville       | Deltog ikke                                    | Deltog ikke                                    | Deltog ikke                                    | Deltog ikke                                    | Deltog ikke                                    |                                                |
| 1996 Atlanta                                   | 0                                              | 0                                              | 1                                              | 1                                              | 71                                             | 1994 Lillehammer       | 0                                              | 0                                              | 0                                              | 0                                              | –                                              |                                                |
| 2000 Sydney                                    | 0                                              | 0                                              | 1                                              | 1                                              | 71                                             | 1998 Nagano            | 0                                              | 0                                              | 0                                              | 0                                              | –                                              |                                                |
| 2004 Athen                                     | 1                                              | 0                                              | 1                                              | 2                                              | 52                                             | 2002 Salt Lake City    | 0                                              | 0                                              | 0                                              | 0                                              | –                                              |                                                |
| 2008 Beijing                                   | 0                                              | 0                                              | 1                                              | 1                                              | 80                                             | 2006 Torino            | 0                                              | 0                                              | 0                                              | 0                                              | –                                              |                                                |
| 2012 London                                    | 0                                              | 0                                              | 0                                              | 0                                              | –                                              | 2010 Vancouver         | 0                                              | 0                                              | 0                                              | 0                                              | –                                              |                                                |
| 2016 Rio de Janeiro                            | 0                                              | 0                                              | 2                                              | 2                                              | –                                              | 2014 Sotji             | 0                                              | 0                                              | 0                                              | 0                                              | –                                              |                                                |
| 2020 Tokyo                                     |                                                |                                                |                                                |                                                |                                                | 2018 Pyeongchang       | 0                                              | 0                                              | 0                                              | 0                                              | –                                              |                                                |
| Totalt                                         | 1                                              | 1                                              | 7                                              | 9                                              |                                                | Totalt                 | 0                                              | 0                                              | 0                                              | 0                                              |                                                |                                                |

## Eksterne lenker
- Israels OL-statistik Arkiveret 28. juni 2015 hos  Wayback Machine på Sports-reference.com